# 理查德·特恩布尔
理查德·戈登·特恩布尔 GCMG（Sir Richard Gordon Turnbull，1909年7月7日—1998年12月21日 ）曾担任英国殖民总督，也是1958年至1961年英国殖民地坦噶尼喀最后一任总督。该国独立后，他于1961年12月9日至1962年12月9日担任新共和国总督。
理查德·特恩布尔在肯尼亚茅茅起义期间担任肯尼亚殖民地和保护国总督秘书。1958年，他接替爱德华·特温宁任坦噶尼喀总督。在1958年第一次立法选举之后，特恩布尔任命了朱利叶斯·尼雷尔的坦噶尼喀非洲民族联盟党的五名成员人阁。1961年底，坦噶尼喀独立，尼雷尔任总理，特恩布尔任总督。他当了一年总督，直到1962年12月坦噶尼喀改为共和国后下任。后来，他于1965年成为亚丁保护国高级专员。